# Persea
Genre
Persea est un genre de plantes à fleurs de la famille des lauracées représenté par plus de 150 espèces d'arbres à feuillage persistant. L'espèce la plus connue est l'avocatier (P. americana), largement cultivé dans les régions tropicales et subtropicales pour son fruit, l'avocat.

## Distribution
- Amérique
- Macaronésie
- Asie
- Afrique

## Historique
Des preuves fossiles indiquent que le genre est apparu en Afrique de l'ouest durant le Paléocène, puis s'est répandu en Asie, en Amérique du Sud, en Europe et jusqu'en Amérique du Nord. On pense que l'assèchement progressif du climat africain, d'Asie orientale, du bassin méditerranéen entre l'Oligocène et le Pléistocène, ainsi que la glaciation de l'Europe pendant le Pléistocène, ont causé l'extinction du genre à travers ces régions, ayant pour résultat la distribution actuelle.

## Classification
Le genre Persea est subdivisé en trois sous-genres.

### Sous-genrePersea- Amérique centrale

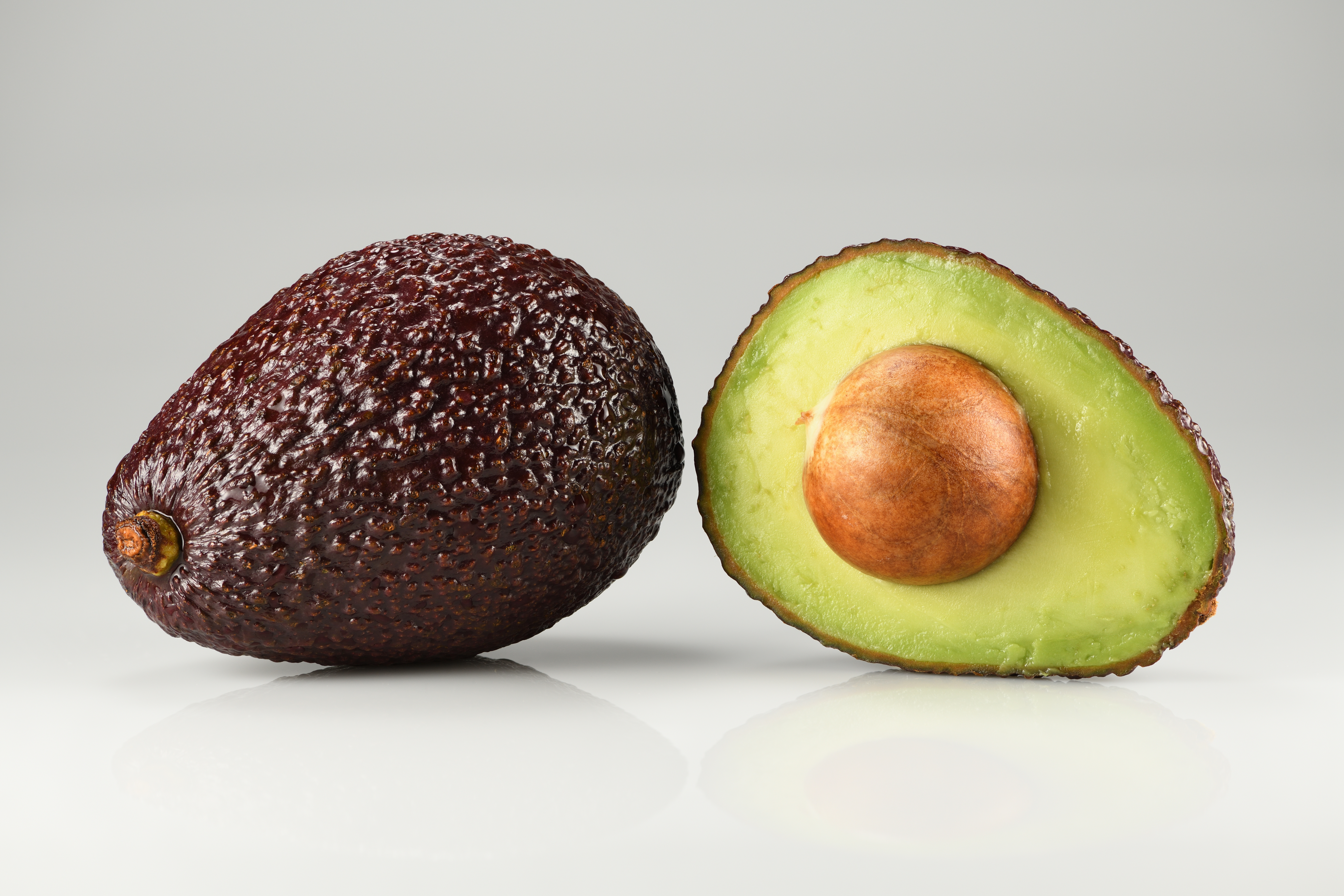
Avocat, fruit de persea americana.

- Persea americana

P. americana var. drymifolia
P. americana var. floccosa
P. americana var. guatemalensis
P. americana var. nubigena
P. americana var. steyermarkii
- P. schiedeana

### Sous-genreEriodaphne- Amériques, Macaronésie
- Persea alpigena
- Persea borbonia (L.) Spreng.
- Persea caerulea Ruiz & Pav.
- Persea cinerascens S. F. Blake
- Persea donnell-smithii Mez
- Persea indica (constituant sans doute à lui seul un 4e sous-genre)
- Persea lingue Nees
- Persea longipes
- Persea palustris
- Persea skutchii

### Sous-genreMachilus- Asie

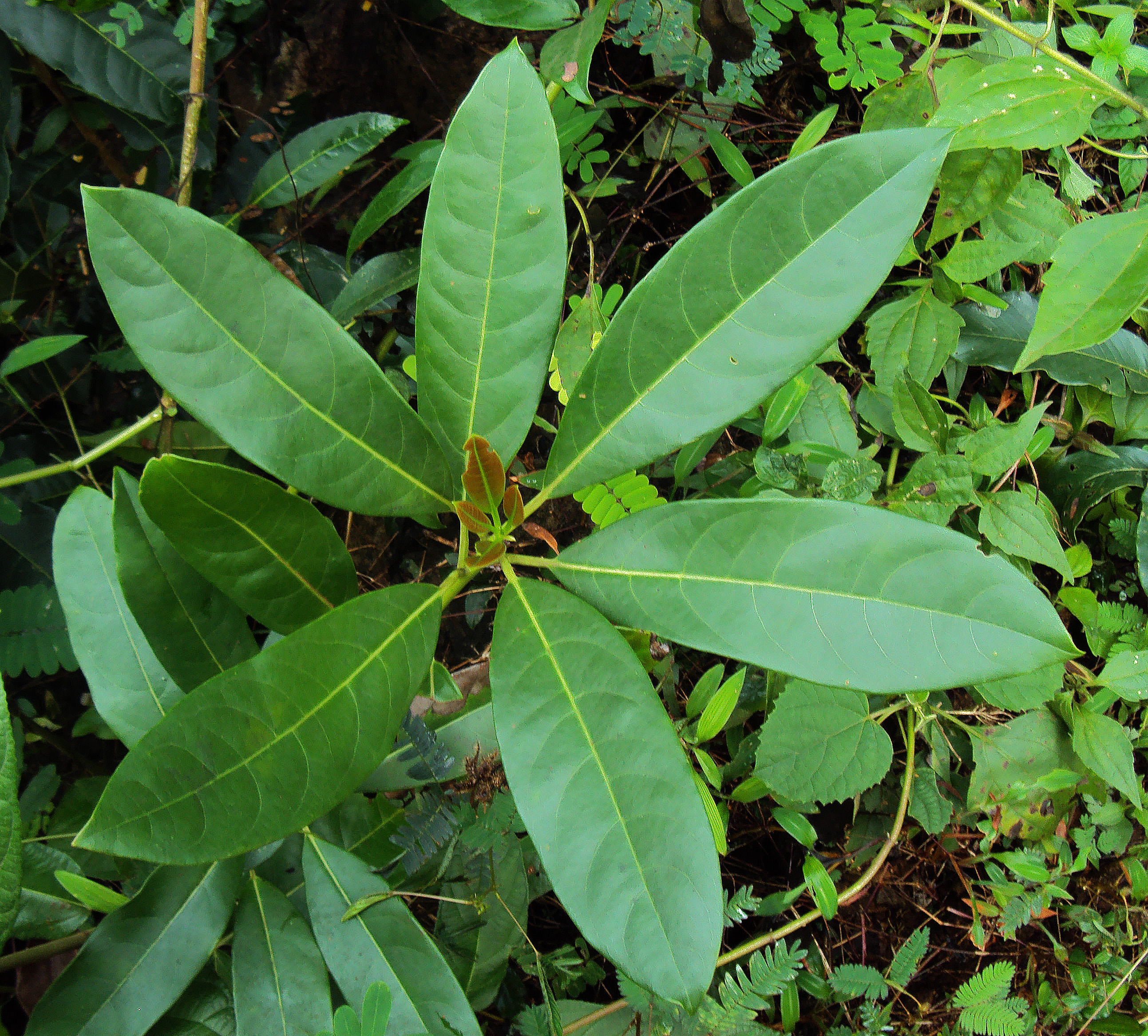
Feuilles de persea macrantha.

- Persea edulis
- Persea ichangensis
- Persea japonica
- Persea macrantha
- Persea nanmu
- Persea thunbergii
- Persea yunnanensis

### Autres espèces (à classer)
- Persea alba Nees
- Persea anomala Britton & P. Wilson
- Persea austin-smithii Standl.
- Persea benthamiana Meisn.
- Persea bernardii L. E. Kopp
- Persea bilocularis L. E. Kopp
- Persea boliviensis Mez & Rusby
- Persea brevipes Meisn.
- Persea buchtienii O. C. Schmidt
- Persea caesia Meisn.
- Persea campii L. E. Kopp
- Persea chamissonis Mez
- Persea cinnamomifolia Humb., Bonpl. & Kunth
- Persea cordata Mez var. pubescens Glaz.
- Persea croatii van der Werff
- Persea croizatii van der Werff
- Persea cubensis Meisn.
- Persea densiflora Meisn.
- Persea erythropus Mart. var. angustata Meisn.
- Persea erythropus Mart. var. ovata Meisn.
- Persea fastigiata L. E. Kopp var. fastigiata
- Persea fastigiata L. E. Kopp var. pilosa L. E. Kopp
- Persea fastigiata L. E. Kopp var. seicea L. E. Kopp
- Persea fendleri van der Werff
- Persea filipes Rusby
- Persea flavifolia Lundell
- Persea fulva L. E. Kopp
- Persea fulva L. E. Kopp var. fulva
- Persea fusca Mez var. fusca
- Persea gentlei Lundell
- Persea glabra van der Werff
- Persea grandiflora L. E. Kopp
- Persea harrisii Mez
- Persea hintonii C. K. Allen
- Persea humilis Nash
- Persea inaequalis A. C. Sm.
- Persea krugii Mez
- Persea laevigata Humb., Bonpl. & Kunth var. coerulea Meisn.
- Persea lanceolata Mez var. lanceolata Meisn.
- Persea littoralis Small
- Persea macrophylla Blume
- Persea macrophylla Blume var. cuneata Blume
- Persea macropoda Humb., Bonpl. & Kunth var. brasiliensis Meisn.
- Persea maguirei L. E. Kopp
- Persea major (Meisn.) L. E. Kopp
- Persea matudai Lundell
- Persea microneura Meisn.
- Persea mutisii Humb., Bonpl. & Kunth var. purdiei Meisn.
- Persea nudigemma van der Werff
- Persea obtusifolia L. E. Kopp
- Persea ovalis Rusby
- Persea philippinensis Merr.
- Persea podadenia S. F. Blake
- Persea portoricensis Britton & P. Wilson
- Persea primatogena L. O. Williams
- Persea pseudofasciculata L. E. Kopp var. parviflora L. E. Kopp
- Persea pseudofasciculata L. E. Kopp var. pseudofasciculata
- Persea punctata Meisn.
- Persea purpusii L. E. Kopp
- Persea pyrifolia Nees & Mart. ex Nees
- Persea pyrifolia Nees & Mart. var. major Meisn.
- Persea pyriformis Elmer
- Persea riedelii Meisn.
- Persea rigens C. K. Allen
- Persea rigeus C. K. Allen
- Persea rufotomentosa Nees & Mart. ex Nees
- Persea scoparia Mez
- Persea sellowiana Nees
- Persea sericea Humb., Bonpl. & Kunth
- Persea shaferi P. Wilson
- Persea similis Britton & P. Wilson
- Persea splendens Meisn.
- Persea splendens Meisn. var. chrysophylla Meisn.
- Persea splendens Meisn. var. lanceolata Meisn.
- Persea stenophylla Meisn.
- Persea sterculioides Elmer
- Persea tabacifolia Meisn.
- Persea urbaniana Mez
- Persea venosa Nees
- Persea veraguasensis Seem.
- Persea viburnoides Meisn.
- Persea viscosa Nees & Mart. ex Nees
- Persea willdenovii Kosterm.